# Biblioteka Narodowa Haiti
Biblioteka Narodowa Haiti (fr. Bibliothèque nationale d'Haïti, BNH; hait. Bibliyotèk Nasyonal Ayiti) – biblioteka narodowa znajdująca się w Port-au-Prince, w Haiti.

## Historia
Za datę powstania biblioteki potocznie nazywanej La Vielle Dame de la rue du Centre (Starsza Pani z ulicy Centralnej)  przyjmuje się 11 września 1939 roku, gdy wmurowano kamień węgielny pod budowę BNH na placu po budynku Senatu przy rue du Cente. Biblioteka została otwarta 26 marca 1940 roku i była pierwszą biblioteką publiczną w kraju. Wcześniej jej rolę pełniła działająca od 1912 roku Bibliothèque Haïtienne des Frères de l'Instruction Chrétienne (BHFIC) w Port-au-Prince.
Od 1995 roku podlega Ministerstwu Kultury Haiti.
W 2014 roku z okazji 75 rocznicy istnienia biblioteka ogłosiła konkurs na logo biblioteki. Zgłoszono 103 projekty. Wygrał projekt Maïko Ricardo Rénéus.
Podczas pandemii Covid-19 biblioteka była zamknięta, a specjalistyczne służby przeprowadziły dezynfekcję i fumigację budynku i otoczenia.

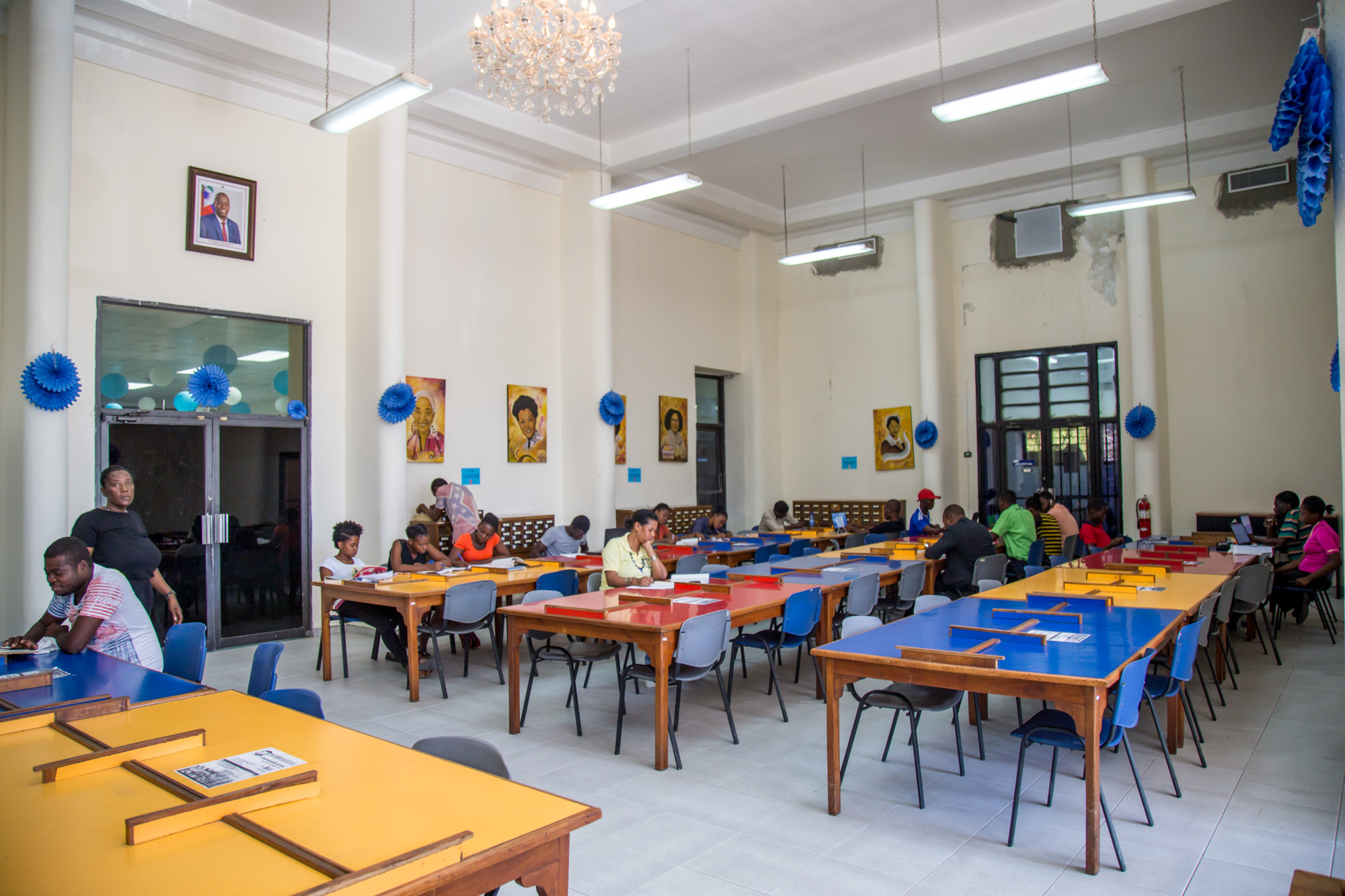
Czytelnia (2018)

Bibliotece podlega 14 oddziałów na terenie całego kraju. Jednym z nich jest działająca w Jérémie Bibliothèque Nationale Sténio Vincent. Została ona uszkodzona w 2016 roku przez huragan Matthew i ponownie otwarta 14 grudnia 2020 roku. Odbudowę sfinansowano z Programu Narodów Zjednoczonych ds. Rozwoju. Pozostałe mieszczą się między innymi w Croix-des-Bouquets, Arcahaie, Mirebalais, Hinche, Fort-Liberté czy Petit-Goâve
W 2020 roku biblioteka podpisała umowę z Stowarzyszeniem Uniwersytetów Frankofońskich (AUF) i otrzymała dostęp do Bibliothèque numérique de l'espace universitaire francophone (BNEUF) oraz obietnicę pomocy przy digitalizacji cennych zbiorów. Pracownicy biblioteki do 2020 roku zdigitalizowali 50 rzadkich książek.
W 2023 roku biblioteka podpisała umowę o współpracy z Centralną Biblioteką Narodową Tajwanu. Na jej mocy w BNH powstał Taiwan Corner (kącik kulturalny) w którym umieszczono około 80 książek. Podobny kącik powstał w bibliotece Tajwanu do którego dyrektor BNH Dangelo Neard przekazał 15 książek znanych pisarzy z Haiti.

## Zbiory
W zbiorach biblioteki znajdują się roczniki takich gazet, jak „Le Matin”, „Le Nouveau Monde”, „Le Nouvelliste”,„ La Phalange”, „Le Journal du Commerce”, „Haïti-Progrès”, „Haïti-Observateur”, „La Nation”, „Haïti en Marche” oraz akta związane z negocjacjami w sprawie wypłaty odszkodowania dla Francji za uznanie niepodległości prowadzonymi przez prezydenta Jean-Pierre'a Boyera w 1825 roku.
W 2010 roku po styczniowym trzęsieniu ziemi  na Haiti dla ochrony zbiorów znajdujących się w bibliotekach i archiwach Karaibska Biblioteka Cyfrowa (dLOC), Florida International University Libraries i Kimberly Green Latin American and Caribbean Center i Florida International University zainicjowały projekt Protecting Haitian Patrimony Initiative, którego partnerem była również BNH. Już w lutym oceniono na miejscu skalę zniszczeń. Równocześnie zbierano fundusze, szkolono pracowników na uczelniach w USA, a dla lepszego zrozumienia historii Haiti stworzono stronę internetową Haiti: An Island Luminous gdzie zaprezentowano zeskanowane rzadkie książki, rękopisy i zdjęcia z archiwów i bibliotek z Haiti i Stanów Zjednoczonych.
Zbiory biblioteki liczą 23 000 woluminów, 419 czasopism i 114 mikrofilmów. Zgodnie z dekretem z 15 października 1984 roku wydawcy mają obowiązek przekazania do BNH sześciu egzemplarzy każdego wydawnictwa.